# Anschaire de Spolète
 (mai 2019).
Anschaire de Spolète († 940), noble d'origine franque, duc de Spolète de 924/936 à 940, régent du comté d'Asti de 924 à 936 et probablement de celui de Pavie. Il est parfois désigné sous le nom d'Anschaire II pour le distinguer de son grand-père, Anschaire Ier d'Ivrée. Il est décrit par Liutprand de Crémone comme courageux mais impulsif.  

## Biographie
Anschaire est le fils cadet d'Adalbert Ier d'Ivrée, issu de sa seconde union avec Ermengarde  fille d'Adalbert II de Toscane et de la carolingienne Berthe, fille naturelle de Lothaire II. Il était donc neveu du roi d'Italie Hugues d'Arles, demi-frère de sa mère. 
Comme les autres membres de sa lignée il est d'abord un partisan de Rodolphe II de Bourgogne contre le roi Bérenger Ier de Frioul. Il soutient l'invasion de Rodolphe en 922 et reçoit le titre de comte. Dans un document de 924 émis à Pavie, Anschaire est désigné comme dilectus fidelis de Rodolphe et inluster comes, probablement de Pavie. il s'agit d'une charte destinée à l'église San Giovanni Domnarum de Pavie, détruite lors des invasions hongroises. Dans un document de donation des fortifications d'Asti de la même année du roi Rodolphe au vicomte Otbert, Ermengarde et les enfants d'Adalbert, Bérenger et Anschaire, apparaissent comme intervenant auprès du roi. Ils y sont désignés comme incliti comites, ce qui laisse penser que les deux princes devaient être à la tête d'un comté mineur, probablement celui d'Asti. 
En 936, à la mort de Théobald Ier, un neveu par alliance du roi Hugues, Anschaire et sa famille abandonnent Rodolphe au profit de Hugues, qui lui retire la marche d'Ivrée, qu'il donne à son demi-frère, pour lui offrir celle de Spolète. Hugues aurait par ailleurs tenté de resserrer les liens avec les Anscarides en donnant sa nièce Willa en mariage à Anschaire autour de 931. Hugues aurait peut-être même agrandi les territoires de la marche en 933-34 en y ajoutant les fleuves Tessin et Adda, retirés à la marche de Lombardie. En mai 933, Anschaire achète le château de None, près d'Asti, dont il se présente comme le margrave (ipsius marchionis). En juin 936, il achète le château autrefois propriété d'Otbert à son fils, Guido, alors clerc de l'église de Milan. À l'époque, son rôle de margrave implique la défense de la région contre les incursions hongroises depuis l'Est et celles des Sarrasins depuis l'Ouest. Il est possible qu'Anschaire ait participé à l'assemblée d'évêques et de laïcs réunis par le roi Hugues à Vérone le 12 février 928 afin de réorganiser les diocèses, bouleversés par les invasions hongroises. Il est certainement présent à Pavie, aux côtés du roi et de son héritier, Lothaire, le 15 septembre 935 à un placitum tenu par le comte du palais Sarlio pour reconnaître les nouvelles possessions du diocèse de Parme, incluant Loculo en Toscane, autrefois propriété du grand-père d'Anschaire, Adalbert. 
En 939, Hugues commence à occuper l'ancien exarchat de Ravenne, autrefois sous contrôle de Rome. Les ducs de Spolète étant traditionnellement autonomistes, il est probable que cette décision, qui étendait la zone de contrôle royal tant jusqu'à Anschaire qu'à Albéric, ait poussé les intéressés à former une alliance. Quoi qu'il en soit, au printemps 940, Anschaire ne jouit plus de la faveur du roi, qui finance l'insurrection de Sarlio contre le jeune duc. Avec le soutien de la veuve de Théobald, Sarlio lève des troupes à Spolète. Celles d'Anschaire sont en nombre bien inférieur et Anschaire est battu et tué lors de la deuxième bataille. Sarlio prend la tête du duché mais il doit y renoncer en 943, au profit du fils naturel d'Hugues, Hubert, déjà duc de Toscane.
L'identité de sa femme est inconnue et sa descendance est incertaine : il semble qu'il soit le père d'Amédée de Mosezzo mais on lui attribue parfois la paternité de plusieurs autres enfants :
- Bérenger, dont descendraient les seigneurs de Nantes ;
- Anschaire III ;
- Liton Ier ;
- Cunibert, chanoine et vice-comte d'Asti ;
- Batéric.